# Horst Alisch
Horst Alisch (* 20. Mai 1925 in Berlin; † 25. Januar 2020) war ein deutscher Karikaturist und Comiczeichner.

## Leben
Alisch studierte nach einer abgebrochenen Ausbildung zum Bankkaufmann vier Semester an der Kunstschule der Deutschen Zeichenfilm GmbH, bevor er zur Wehrmacht eingezogen wurde und in Kriegsgefangenschaft kam.
Durch Heirat kam er nach dem Krieg in die DDR. Hier war er 1954 bis 1984 politischer Zeichner für die BZ am Abend, danach war er ausschließlich als Humorzeichner tätig. Seit 1968 arbeitete er überwiegend für das Kindermagazin FRÖSI, wo er auch Mitglied des Redaktionskollegiums und des künstlerischen Beirats war. Daneben arbeitete er auch für die Satirezeitschrift Eulenspiegel und den Verlag Volk und Welt und trat als Verfasser mehrerer Bildergeschichten hervor. Bekannt wurde er mit der Elefantendame „Emmy“ als Werbefigur für das Altstofferfassungssystem SERO. Seit 1989 war er Verleger bei der HALB und HALB Verlags GmbH.
Alisch war bis 1990 Mitglied des Verbands Bildender Künstler der DDR. Er war 1969 in Berlin auf der „Karikaturen-Ausstellung zum 20. Jahrestag der DDR. Karikatur als Waffe“ und 1972/1973, 1977/1978 und 1987/1988 in Dresden auf der VII., VIII. und X. Kunstausstellung der DDR vertreten.

## Werke
- Lachkabinett. Verlag Volk und Welt, 1970
- Ali und Archibald. Bildergeschichte, Berlin 1984 f.
- Pinselfahrt mit Käpt'n Lütt. Bildergeschichte, Berlin 1986
- Emmy-Bilder-Spaß-Geschichten. Berlin 1990